# ISO 2
ISO 2 — международный стандарт, установленный Международной организацией по стандартизации, который определяет обозначения направления скрутки пряжи, кудели, ровницы, тросов и сопутствующих изделий.
В стандарте используются заглавные буквы S и Z для обозначения направления скручивания. Этот выбор обоснован направлением наклона центральных частей соответствующих букв. Направленность скручиваний определяется направлением скручиваний по мере их удаления от наблюдателя. Таким образом, Z-скручивание считается правосторонним, а S-скручивание — левосторонним. Использование этих двух букв для однозначного обозначения направления вращения было широко распространено в прядильной промышленности уже в 1950-е годы.